# 1847 v športu
1847 v športu.

## Bejzbol
- Okupacijska vojska igra bejzbol v Santa Barbari, Kalifornija

## Konjske dirke
- Grand National - zmagovalec Mathew, jahač Denny Wynne

## Rojstva
- 28. januar – George Wright, ameriški igralec bejzbola
- 20. oktober – Oscar Swahn, švedski strelec
- 7. december – Deacon White, ameriški igralec bejzbola